# Museu Bob Marley
O Museu Bob Marley fica em Kingston, Jamaica, e é dedicado ao músico de reggae Bob Marley. Localiza-se ao número 56 da Hope Road, Kingston 6, antiga residência do cantor. O museu oferece a oportunidade de conhecer informações sobre o cantor, sua vida e sua música, a partir de objetos, exposições e peças pessoais. 
A propriedade possui um teatro com capacidade para 80 lugares, uma galeria fotográfica, uma loja de presentes como camisetas, cartazes e CDs, além de outras lembranças Bob Marley, bem como itens da Jamaica e uma cafeteria. 
O local remonta a época em que o cantor viveu na casa. Todos os móveis e quartos estão posicionados e organizados da mesma maneira há anos, exatamente como Bob Marley deixava. 
Há itens como os discos de Ouro e Platina que o cantor jamaicano recebeu, um estúdio de gravação, um holograma em tamanho natural de seu “One Love Peace Concert” e seu Grammy Lifetime Achievement Award, de 1978, entre outros itens. 

## História
A casa em que o cantor viveu, e que hoje abriga o museu em sua homenagem, foi comprada por Bob Marley em 1975 e foi transformada em museu pela sua esposa, Rita Marley, 12 anos depois, após sua morte.  Em 2006, a casa do cantor foi considerada pelo governo da Jamaica, como parte do patrimônio nacional. 
O local foi também a sede da gravadora Tuff Gong, fundada pelo grupo de Marley, The Wailers, em 1970. Foi nesta casa que, em 1976, ocorreu uma tentativa frustrada de assassinato a Bob Marley.